# Riad al-Turk
Riad al-Turk (arabisch رياض الترك, DMG Riyāḍ at-Turk, * 17. April 1930 in Homs, Staat Syrien, Syrische Republik; † 1. Januar 2024 in Eaubonne, Frankreich) war ein syrischer Oppositionsführer und Demokratieaktivist, der auch „Weiser Mann der syrischen Opposition“ genannt wurde. Er war für über 20 Jahre politischer Häftling. Von der Gründung 1973 bis 2005 war er zudem Generalsekretär der Syrisch-Demokratischen Volkspartei.

## Leben
Turk trat als Student der Syrischen Kommunistischen Partei bei. Er absolvierte die Schule der Rechtswissenschaften. Als er die Militärregierung Adib Chichaklis kritisierte, wurde er 1952 erstmals inhaftiert; Turk wurde für fünf Monate ohne Anklage vor Gericht festgehalten und dabei gefoltert. Später schrieb er Artikel für die Parteizeitung al-Nour und wurde zum führenden Ideologen der Partei. 1958 wurde er unter Nasser erneut inhaftiert, da er die Vereinigung Syriens und Ägyptens in die Vereinigte Arabische Republik ablehnte – auch hier wurde er ohne Gerichtsprozess gefoltert.
Turk leitete diejenige Fraktion der Kommunistischen Partei, die eine positivere Einstellung zum arabischen Nationalismus hatte, im Gegensatz zum kurdischstämmigen Generalsekretär Chalid Bakdasch. Nachdem Bakdasch entschied, die Partei 1972 an die regierende Nationale Fortschrittsfront anzuschließen, spaltete sich Turk zusammen mit dem Politbüro der Partei ab und gründete 1973 die Syrische Kommunistische Partei-Politbüro; der Lehrer und Autor Georges Sabra schloss sich Turk an.
Am 28. Oktober 1980 wurde Turk erneut inhaftiert und musste unter schwierigen Bedingungen fast 18 Jahre im Gefängnis verbringen. Er war die meiste Zeit in Einzelhaft und wurde regelmäßig gefoltert. Für die ersten dreizehn Jahre Haftzeit war ihm der Kontakt mit seiner Familie oder mit Freunden untersagt; auch Informationen über seine Familie wurden ihm verwehrt, was auch für seine zwei jungen Töchter galt. Die Einzelzelle, welche kaum größer als sein Körper war, durfte er nur dreimal am Tag verlassen, um eine Gemeinschaftstoilette zu benutzen. Seine einzige Beschäftigung in dieser Zeit war das Sammeln von Getreidekörnern, die er in der Suppe fand, welche er nur einmal am Abend bekam, um damit in seiner Zelle Gemälde zu zeichnen. Turk litt zunehmend unter Krankheiten wie Diabetes; eine Behandlung wurde ihm verweigert. Am 30. Mai 1998 wurde er freigelassen.
Als der syrische Präsident Hafes Assad im Juni 2000 starb und ihm sein Sohn Baschar folgte, kam es zu einem Ausbruch politischer Debatten und einem demokratischen Wandel, der Damaszener Frühling genannt wurde, und in der Riad al-Turk eine führende Rolle übernahm. Seine Aussage auf al-Dschasira im August 2001, dass „der Diktator [Assad] starb“, löste wiederum neue Repressionen der Regierung aus, und Turk befand sich am 1. September 2001 abermals vor Gericht. Seine Anklage vor dem Staatssicherheitsgericht galt als unfairer Prozess. Im Juni 2002 wurde er wegen des angeblichen „Versuchs, die Verfassung auf illegale Weise zu ändern“, wieder zu drei Jahren Haft verurteilt – auf seinen prekären Gesundheitszustand wurde keine Rücksicht genommen.
2005 war Riad al-Turk ein Unterzeichner der Damaszener Erklärung, einer pro-demokratischen Bündnisabsicht syrischer Organisationen.
Er starb am 1. Januar 2024 im Alter von 93 Jahren im Exil in Frankreich, wohin er 2018 geflohen war.